# Oración judía

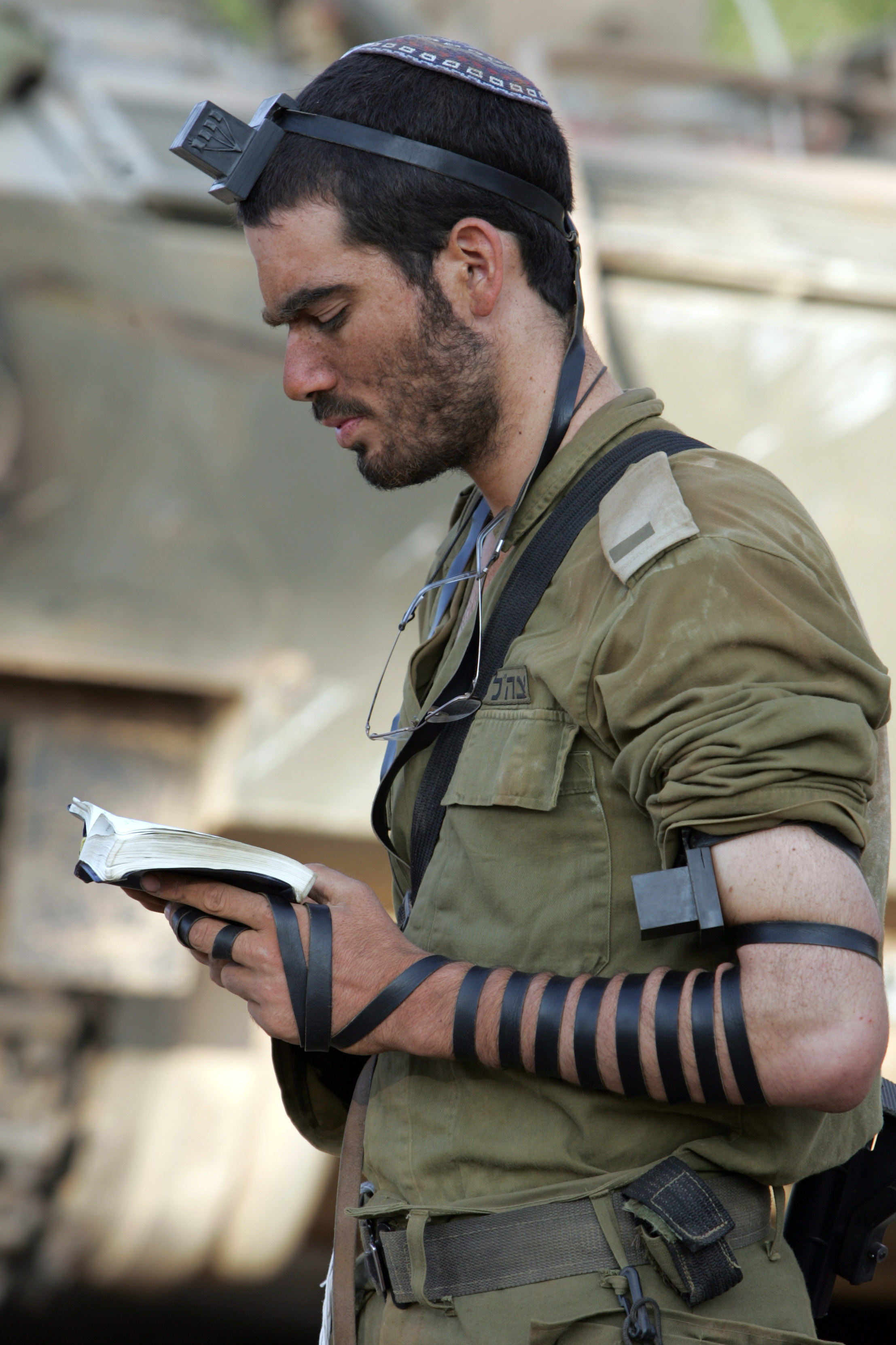
Soldado de las FDI, orando con los tefilín (filacterias, en español).

La oración judía (en hebreo: תְּפִלָּה‎ tefilá, pl. tefilot) es el recitado que forma parte de la observancia del judaísmo.
La palabra tefilá significa ‘oración’, y se usa en hebreo también en el sentido más genérico y para cualquier religión (no es un término acuñado estrictamente para la práctica judía), lo mismo que el verbo derivado (להתפלל ‘rezar’, ‘orar’). Sin embargo, en el contexto religioso, se sobreentiende su significado para esta religión, y la tradición judía define tefilá como el elemento principal de la observancia judía.

## Síntesis
Las oraciones judías, muchas veces con instrucciones y comentarios, son encontradas en el Sidur, el libro tradicional de oraciones judaicas y en el Majzor, el libro de oraciones para los días festivos.
Tradicionalmente, son recitados a diario tres grupos de oraciones:
1. Shajarit (en hebreo: שַחֲרִת) (en hebreo: שַחָר shajar) "amanecer".
2. Minjá (en hebreo: מִנְחָה) es la oración que tiene lugar por la tarde en el judaísmo rabínico.
3. Arvit (en hebreo: עַרְבִית) o Maariv (en hebreo: מַעֲרִיב) "anochecer".

“Aunque muchos días y años pasen sin que te parezca haber logrado nada con tus palabras, no abandones. Cada palabra deja una impresión. El agua diluye la piedra (Job 14: 10). Parece imposible que el mero gotear del agua sobre una roca pueda llegar a dejarle siquiera una marca. Pero de hecho, y tal como es sabido, luego de muchos años llega a perforarla. Puede que tu corazón sea como una roca. Puede parecer que las palabras de tu plegaria no estén haciendo mella sobre él. Pero, al pasar los días y los años, también tu corazón de piedra será penetrado” (Sabiduría y Enseñanzas del Rabino Najman de Breslav 234)

También existen algunas oraciones adicionales:
1. Musaf (מוּסָף, "adicional") son las oraciones recitadas por las congregaciones ortodoxas y conservadoras en Shabat, durante las principales festividades judías (incluidos: Jol HaMoed y Rosh Jodesh).
2. Un quinto servicio de oración llamado Neilá (en hebreo: נְעִילָה), es recitado solamente al final de Yom Kipur, el Día del Perdón.

## Música sagrada
En los tiempos modernos muchos compositores han escrito música para su uso durante el Kabalat Shabat y el Ma Tovu. Incluido en este grupo está el compositor judío estadounidense Robert Strassburg (1915-2003).